# Пожежний рукав

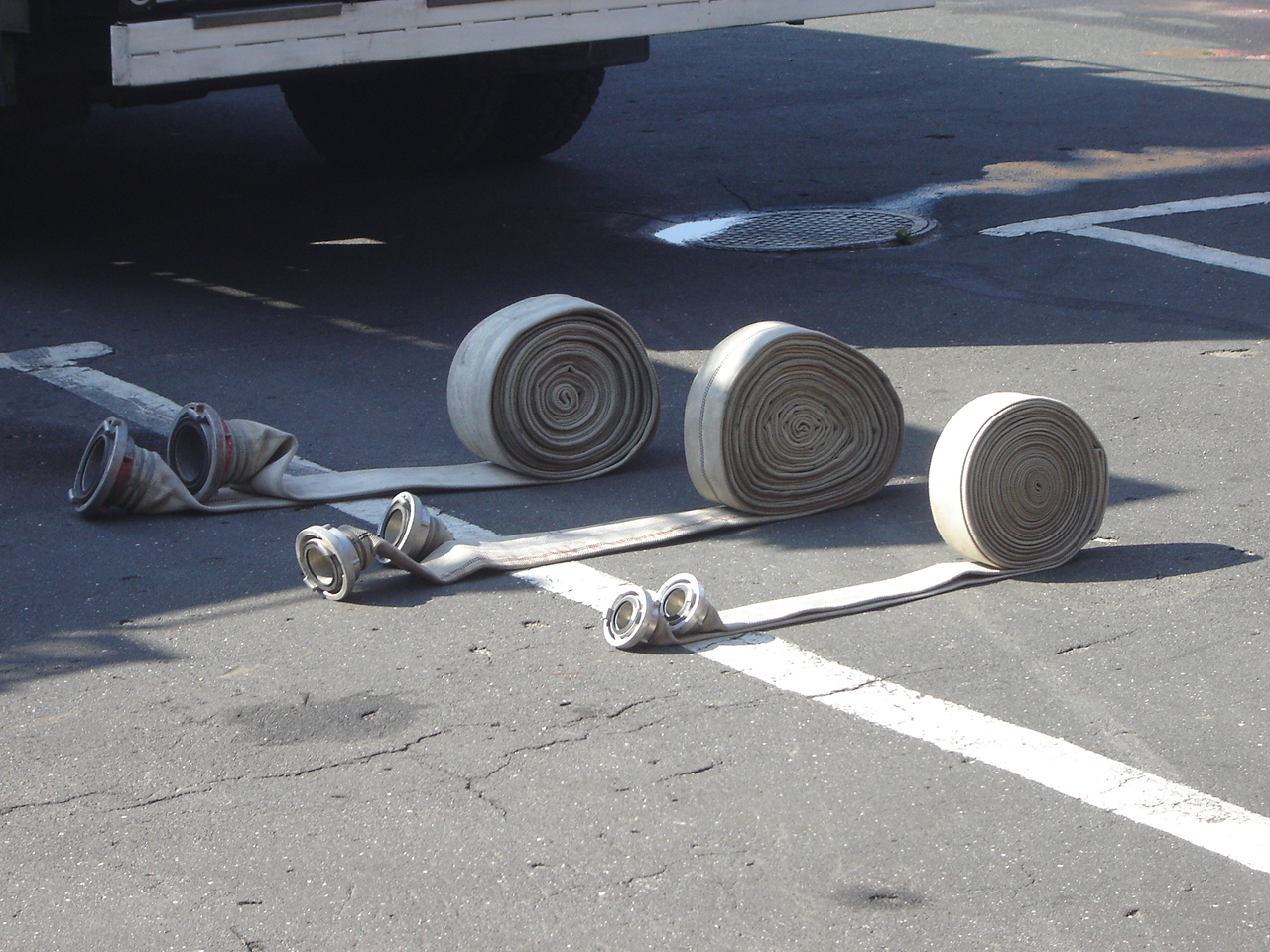
Згорнуті пожежні рукави

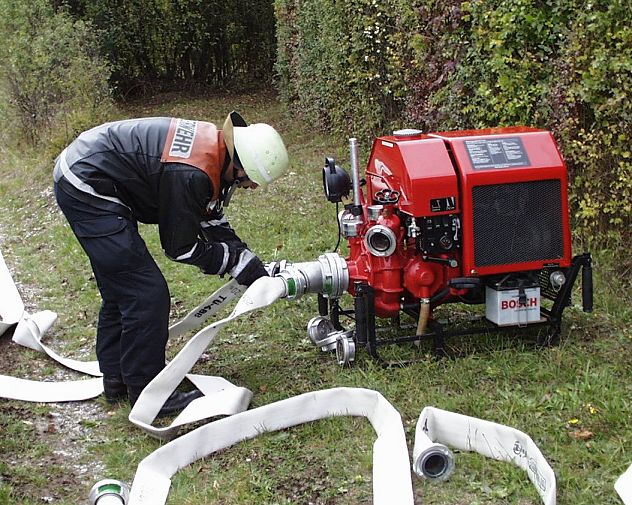
Приєднання рукава до помпи

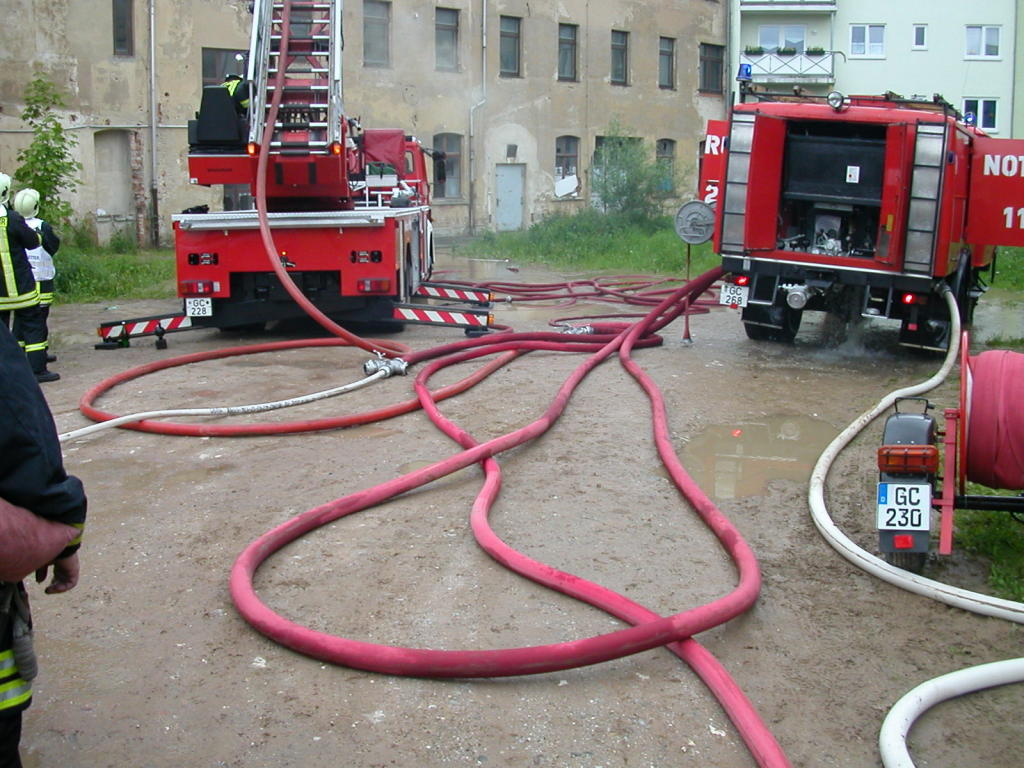
Застосування на пожежі (Іспанія)

Пожежний рукав — гнучкий трубопровід для транспортування вогнегасних речовин, обладнаний пожежними з'єднувальними головками.

## Конструкція
Пожежні рукави виготовляються з просоченого спеціальним складом брезента чи синтетичної тканини і розраховані на робочий тиск не менше 1,0 МПа. Для підвищення водонепроникності, міцності і захисту від агресивних середовищ (нафтопродуктів, кислот, високих і низьких температур) пожежні рукави можуть мати гумове або полімерне покриття зсередини і металеве армування (оплітку) або полімерне покриття зовні. Для приєднання до пожежних пристроїв (гідрантів, розгалужень, гідроелеваторів, піногенератора і т. д.) і з'єднання між собою (для подачі води на відстань, що перевищує довжину рукава) мають стандартні металеві сполучні головки поворотного замикання. Діаметри і конфігурація головок можуть бути різними в різних країнах і для різних типів пожежного обладнання.
Залежно від матеріалу, з якого виготовлено рукавний чохол, напірні пожежні рукави можна поділити на такі групи:
1. Непрогумовані, що виготовляються з обчісної або лляної пряжі.
2. Прогумовані.
3. Латексні.
4. Полімерні.
5. Із зовнішнім покриттям.

Рукавні чохли складаються з основи — пасом, що йдуть уздовж довжини рукава, й утоку — пасом, розташованих поперек рукава. Ткані чохли утворюють переплетенням пасом під кутом 90°.
Залежно від задач, напірні рукави виготовляються двома основними способами плетіння:
- Саржеве (такий рукав призначений для підвищеного внутрішнього тиску за рахунок щільного утоку)
- Гарнітурне[2]

## Застосування
Пожежні рукави є обов'язковим протипожежним устаткуванням громадських будівель, входять у комплект устаткування пожежних автомобілів, поїздів і суден. Для зручності розміщення та використання зберігаються в згорнутому вигляді (найчастіше — в бухтах або намотаними на котушки, рідше — складеними «гармошкою»). Після застосування пожежні рукава необхідно просушувати, а протягом строку служби періодично розправляти і перевіряти збереження ними основних властивостей — міцності та герметичності. Для захисту рукавів від пошкодження колесами автотранспорту при прокладанні проїзною частиною дороги застосовують рукавні містки.
За місцем застосування пожежні рукави поділяють на:
- Всмоктувальні — як правило, жорсткі, застосовувані для відбору води з джерела за допомогою пожежного насоса; стандартна (для Росії) довжина — 4 м, внутрішній діаметр — 75, 100 або 125 мм.
- Напірно-всмоктувальні — як правило, м'які, застосовувані для відбору води з джерела за допомогою пожежного насоса; стандартна (для Росії) довжина — 4 м, внутрішній діаметр — 75, 100 або 125 мм .
- Напірні — гнучкі, застосовувані для транспортування вогнегасних речовин під надлишковим тиском[3]; стандартна (для Росії) довжина — 15, 18,5 або 20 м, внутрішній діаметр (в залежності від типу і матеріалу) — 25, 38, 51, 66, 77, 89, 150 мм. Найбільш часто використовуються рукави діаметром 51, 77 і 150 мм.

Напірні пожежні рукави складаються зі з'єднувальної головки та рукавного чохла. Згідно з ДСТУ 3810-98 напірні пожежні рукави поділяють на типи залежно від галузі використання.
| Тип рукава | Галузь використання                             | Температура експлуатації |
| ---------- | ----------------------------------------------- | ------------------------ |
| Т          | Пожежна техніка (автомобілі та мотопомпи)       | Від -45 ºC до +45ºC      |
| К          | Внутрішні пожежні крани                         | Від -20 ºC до +40ºC      |
| ВТ         | Пожежні автомобілі (для насосів високого тиску) | Від -45 ºC до +45ºC      |
| Л          | Лісове господарство                             | Від -45 ºC до +45ºC      |